# Ade Coker
Ade Coker, diminutivo di Adewunmi Olarewaju Coker (Lagos, 8 febbraio 1954) è un ex calciatore nigeriano naturalizzato statunitense, di ruolo attaccante.

## Carriera

### Club
Dopo aver giocato nelle giovanili del West Ham Utd esordisce in prima squadra all'età di 17 anni il 30 ottobre 1971 nella partita della prima divisione inglese vinta per 3-0 sul campo del Crystal Palace, nella quale segna anche il suo primo gol in carriera tra i professionisti. Scende poi in campo altre due volte nelle settimane successive (il 13 ed il 20 novembre) per poi tornare in campo a mesi di distanza, il 1º aprile 1972, quando segna una rete nella partita vinta per 2-0 in casa contro il Tottenham; conclude infine la stagione con una quinta (ed ultima) presenza il 22 aprile contro l'Arsenal. Nella stagione 1972-1973 realizza invece una rete (il 19 agosto, nella vittoria casalinga per 5-2 contro il Leicester City) in 4 partite di campionato, tutte concentrate tra il 12 ed il 22 agosto. Nella stagione 1972-1973 gioca invece un'unica partita, subentrando dalla panchina nel pareggio casalingo per 1-1 contro il Leicester City del 22 settembre 1973: si tratta della sua decima ed ultima presenza in carriera nella prima divisione inglese, categoria in cui ha segnato in totale tre reti. Gioca in realtà un ulteriore incontro ufficiale con il West Ham, disputando da titolare la partita del terzo turno della FA Cup 1973-1974 del 5 gennaio 1974, pareggiata per 1-1 in casa contro l'Hereford Utd. Nel 1974 viene poi ceduto in prestito ai Boston Minutemen, club della NASL: qui realizza 7 reti in 19 partite giocate, venendo anche nominato tra i NASL All-Stars. Torna poi in patria, giocando in prestito al Lincoln City, club di terza divisione, nella stagione 1974-1975: dopo aver segnato una rete in 6 presenze (per un bilancio totale quindi di 16 presenze e 4 reti in carriera nei campionati della Football League) viene ceduto nuovamente (questa volta a titolo definitivo) ai Boston Minutemen, con cui gioca fino al 1976, per un totale di 14 reti in 29 presenze. Anche negli anni seguenti continua poi a giocare nella NASL con vari club, fino al 1984, anno dopo il quale gioca esclusivamente a calcio indoor nella MISL (in cui militava parallelamente ai vari club della NASL già dal 1979).

### Nazionale
Nel 1984 ha segnato 3 reti in 5 presenze con la nazionale statunitense.

## Palmarès

### Calcio indoor
- Major Indoor Soccer League (1978): 3

New York Arrows: 1979-1980
San Diego Sockers: 1982-1983, 1985-1986